# Prodasineura notostigma
Prodasineura notostigma – gatunek ważki z rodziny pióronogowatych (Platycnemididae). Występuje w Azji Południowo-Wschodniej – stwierdzony na północno-zachodnim Borneo, Półwyspie Malajskim, w Singapurze, na Sumatrze i sąsiedniej wyspie Bangka.